# Olympische Sommerspiele 2024/Teilnehmer (Mauretanien)
| Gelbes Symbol für Goldmedaillen mit stilisierten Olympischen Ringen | Graues Symbol für Silbermedaillen mit stilisierten Olympischen Ringen | Braundes Symbol für Bronzemedaillen mit stilisierten Olympischen Ringen |
| ------------------------------------------------------------------- | --------------------------------------------------------------------- | ----------------------------------------------------------------------- |
| —                                                                   | —                                                                     | —                                                                       |

Mauretanien nahm an den Olympischen Spielen 2024 vom 26. Juli bis zum 11. August 2024 in Paris mit 2 Athleten (einer pro Geschlecht) teil. Es war die insgesamt elfte Teilnahme an Olympischen Sommerspielen.
Für die Eröffnungsfeier wurde der Schwimmer Camil Ould Doua zum Fahnenträger der Mannschaft von Mauretanien ernannt.

## Teilnehmer nach Sportarten

### Leichtathletik
Laufen und Gehen
| Athleten           | Wettbewerb | Vorlauf | Vorlauf | Halbfinale    | Halbfinale    | Finale        | Finale        | Rang |
| Athleten           | Wettbewerb | Zeit    | Rang    | Zeit          | Rang          | Zeit          | Rang          | Rang |
| ------------------ | ---------- | ------- | ------- | ------------- | ------------- | ------------- | ------------- | ---- |
| Frauen             |            |         |         |               |               |               |               |      |
| Salam Bouha Ahamdy | 100 m      | 13,71 s | 33      | ausgeschieden | ausgeschieden | ausgeschieden | ausgeschieden | 33   |

### Schwimmen
| Athleten   | Wettbewerb    | Vorlauf | Vorlauf | Halbfinale    | Halbfinale    | Finale        | Finale        | Rang |
| Athleten   | Wettbewerb    | Zeit    | Rang    | Zeit          | Rang          | Zeit          | Rang          | Rang |
| ---------- | ------------- | ------- | ------- | ------------- | ------------- | ------------- | ------------- | ---- |
| Männer     |               |         |         |               |               |               |               |      |
| Camil Doua | 50 m Freistil | 26,02 s | 55      | ausgeschieden | ausgeschieden | ausgeschieden | ausgeschieden | 55   |